# فلاخت‌وده
فلاخت‌وده (به هلندی: Vlagtwedde) یک شهرستان در هلند است که در خرونینگن واقع شده‌است. فلاخت‌وده ۸ متر بالاتر از سطح دریا واقع شده‌است.